# Дориан (ураган)
Урага́н «До́риан» (англ. Hurricane Dorian) — чрезвычайно мощный тропический циклон, эпицентр которого возник у восточного побережья Соединённых Штатов Америки 1 сентября 2019 года. Урагану «Дориан» была присвоена максимальная, пятая «катастрофическая» категория по шкале ураганов Саффира — Симпсона. Является самым мощным ураганом, когда-либо обрушивающимся на Багамские острова и самым мощным по силе со времён Вильмы 2005 года. Общий ущерб от урагана оценивается в 5,1 миллиардов долларов США.

## Метеорологическая история
Ураган появился над островом Большой Багама в воскресенье 1 сентября 2019 года, и сдвинувшись на 15 километров в сторону побережья США, остановился. За сутки на территории Багамских островов выпало от 60 до 89 см осадков, было затоплено 13 тысяч жилых домов, это 45 % построек на островах Большой Багама и Абакос. Максимальная устойчивая скорость ветра достигала 298 километров в час, что сделало Дориан самым сильным ураганом в истории Багамских островов. Урагану была присвоена пятая, наивысшая категория по шкале Саффира — Симпсона.
На востоке от урагана располагалась зона высокого атмосферного давления, которая смещала ураган в сторону штата Флорида, со стороны которого так же располагался антициклон, в результате чего Дориан «завис» над Багамскими островами более чем на сутки. В результате штормовых дождей и штормового прилива высотой 5—6 метров оказались затоплены прибрежные зоны острова. Международный аэропорт Багам ушёл под воду на два метра.
Максимальная зафиксированная скорость ветра во вторник 2 сентября достигала 205 км/ч, ему была присвоена третья категория по шкале Саффира — Симпсона. В штатах США Флориде, Джорджии, Северной и Южной Каролине 2 сентября было объявлено чрезвычайное положение и эвакуация прибрежных районов.
На 4 сентября ураган находился в 180 км от побережья Флориды и двигался со скоростью 2,5 м/с в северо-западном направлении.
К 9 часам утра 6 сентября по местному времени (16:00 по Москве) «Дориан» достиг мыса Хаттерас на побережье Северной Каролины, скорость ветра тогда достигала 145 км/ч.
К 7 сентября ураган «Дориан» достиг побережья Северной Каролины в США. Скорость ветра достигала более 158 км/ч.
К 8 сентября ураган дошёл до атлантического побережья Канады, пострадали провинции Нью-Брансуик, Новая Шотландия и Остров принца Эдуарда. По мощности урагану снова была присвоена вторая категория по шкале Саффира — Симпсона.

## Последствия
Жертвами урагана стали по меньшей мере 84 человека, более 76 тысяч человек остались без крова, на территории Багам затоплено 13 тысяч жилых домов.
В штате Южная Каролина около 400 тысяч зданий остались без электричества.